# Официрски дом у Врању
Официрски дом, данас Дом војске у Врању, изграђен је 1932. године, за потребе војске али и за грађане Врања.
У Дому војске пре и после Другог светског рата организовали су се пријеми, официрски балови, биоскоп и концерти познатих оркестара. Такође су били ораганизовани од стране тадашње градске власти конференције, скупштине, и пријем званичника. Официри, подофицири, и њихове породице, цивили- грађани Врања, били су чланови официрског дома. Чести гости Дома војске, а посебно летње баште у којој су организоване познате игранке у сенци велике крошње Дудовог дрвета били су Врањанци.
Пре Другог светског рата и до 1970. године Дом војске је имао свој оркестар, а касније су га чинили војници на служењу војног рока и старешине. Поред војног оркестра Врањанце је забављао и познати оркестар „Орхидеје” кога су чинили цивили, грађани под управом Томе Влајинца.
Сала Дома војске се користи за официрске балове, позоришне представе, књижевне вечери и биоскоп јер Дом, има официрски клуб, мултимедијалну салу, ВИП салон. Отворен је и некадашњи балкон, у сали која може да прими 250 гледалаца. Покренута је и административна процедура за реновирање ресторана Дома војске који се налази у продужетку реновиране зграде.
На улазу стоји почасна стража, два војника изграђених од камена, један млађи, а други старији, сваки је тежак хиљаду килограма. Дело су вајара Марјана Станковића, који  њихову симболику објашњава на следећи начин: „У војску уђеш млад, а изађеш старији, зрелији, искуснији”.
Године 2011. урађена је реконструкција Дома војске.